# Šumárník
Šumárník este o arie protejată (arie specială de conservare — SAC, sit de importanță comunitară — SCI) din Republica Cehă întinsă pe o suprafață de 0,86 ha, integral pe uscat.

## Localizare
Centrul sitului Šumárník este situat la coordonatele 50°11′21″N 17°07′43″E / 50.189167°N 17.128611°E.

## Înființare
Situl Šumárník a fost declarat sit de importanță comunitară în aprilie 2005 pentru a proteja 1 specie de plante. Situl a fost protejat și ca arie specială de conservare în iulie 2012.

## Biodiversitate
Situată în ecoregiunea continentală, aria protejată nu include niciun habitat protejat.
La baza desemnării sitului se află o specie protejată de  plante: Mannia triandra.